# ASD Rugby Lecco
L'Associazione Sportiva Dilettantistica Rugby Lecco (in breve ASD Rugby Lecco) è un club italiano di rugby a 15 di Lecco e milita nel campionato nazionale di serie A2.
Il club è stato fondato nel 1975. I colori sociali sono il blu e il celeste, a significare i rispettivamente i colori del Ramo di Lecco del Lago di Como ed il cielo.
Il simbolo del club è il leone che rappresenta l'indole a competere. Il motto è "Hic sunt leones" (lett. "qui ci sono i leoni"). Il presidente è Carlo Redaelli.

## Storia
La società è nata nel mese di novembre del 1975 ed è stata affiliata alla Federazione Italiana Rugby il 5 luglio.
Negli anni è divenuta punto di riferimento per il rugby in Lombardia fuori Milano; il miglior risultato ottenuto è stato raggiunto nella stagione 2014-15 con la disputa dei play-off di serie B per l'accesso alla serie A, persa di misura nello spareggio andata/ritorno con il Rugby Casale. Nello stesso biennio, grazie al lavoro dei tecnici del mini rugby e delle squadre giovanili, unitamente all'attività organizzativa, il club ha ottenuto è diventato centro di formazione federale Under-16, un importante riconoscimento dalla FIR e dal Comitato Regionale Lombardia. Nel 2015 si è svolta la prima edizione del Torneo "Città di Lecco" riservato alle categorie del mini rugby.
Nella stagione sportiva 2017-18 è stata istituita a Lecco la Rugby Academy, in linea di continuità con gli obiettivi del club di far crescere i giovani ed educarli alla cultura sportiva. Al termine della stagione sportiva 2023-24 l'ASD Rugby Lecco ha ottenuto la promozione in serie A2 come migliore seconda classificata di serie B.

## Cronistoria
| Cronistoria dell'ASD Rugby Lecco |
| --- |
| - 1975 · Viene fondato l'ASD Rugby Lecco - 1975-76 · Serie D - 1976-77 · Serie D - 1977-78 · Serie D Promosso in Serie C - 1978-79 · Serie C - 1979-80 · - 1980-81 · - 1981-82 · - 1982-83 · - 1983-84 · - 1984-85 · - 1985-86 · - 1986-87 · - 1987-88 · - 1988-89 · - 1989-90 · - 1990-91 · - 1991-92 · - 1992-93 · - 1993-94 · Serie C2 Ripescato in Serie C1 - 1994-95 · Serie C1 Retrocesso in Serie C2 - 1995-96 · Serie C2 - 1996-97 · Serie C2 - 1997-98 · Serie C2 Promosso in Serie C1 - 1998-99 · Serie C1 - 1999-00 · Serie C1 - 2000-01 · Serie C1 - 2001-02 · Serie C1 - 2002-03 · Serie C1 - 2003-04 · Serie C1 - 2004-05 · Serie C1 - 2005-06 · Serie C1 - 2006-07 · Serie C1 - 2007-08 · Serie C1 Promosso in Serie B - 2008-09 · 7ª Serie B Girone 1 - 2009-10 · 5ª Serie B Girone 1 - 2010-11 · 8ª Serie B Girone 1 - 2011-12 · 6ª Serie B Girone 1 - 2012-13 · 9ª Serie B Girone 1 - 2013-14 · 6ª Serie B Girone 1 - 2014-15 · 2ª Serie B Girone 1 (perso ai play-off contro il Rugby Casale) - 2015-16 · 5ª Serie B Girone 1 - 2016-17 · 10ª Serie B Girone 1 - 2017-18 · 7ª Serie B Girone 1 - 2018-19 · 5ª Serie B Girone 1 - 2019-20 · 2ª Serie B Girone 1 (play-off non disputati per pandemia di COVID-19) - 2020-21 · campionato non disputato per pandemia di COVID-19 - 2021-22 · 4ª Serie B Girone 1 - 2022-23 · 3ª Serie B Girone 1 - 2023-24 · 2ª Serie B Girone 1 Promosso in Serie A - 2024-25 · 9ª Serie A Girone 2 |